# 杉江秀
杉江 秀（すぎえ ひいづ、1881年2月10日 - 1943年2月21日）は、20世紀前半に活動した日本の作曲家。名前は「しゅう」と音読みされることが多い。石川県金沢市出身。

## 経歴
1881年（明治14年）、金沢市の名家に生まれる。尋常小学校を卒業後に大阪へ移り、大阪府第一中学校（現在の大阪府立北野高等学校）13期卒業の後、東京音楽学校へ入学し甲種師範科で同じ旧制中学の先輩に当たる多梅稚に師事する。
1904年（明治37年）に東京音楽学校を卒業し、富山県師範学校の教諭となる。1907年（明治40年）に『越中唱歌』を作曲、清明堂から刊行した。1922年（大正11年）に大阪府立市岡高等女学校（現在の大阪府立港高等学校）音楽教諭となり、1928年（昭和3年）に「祝日大祭日唱歌」として作詞・作曲が公募された「明治節」の作曲部門で入選する。
1929年（昭和4年）に市岡高等女学校を退職した後は、天王寺高等女学校（現在の四天王寺中学校・高等学校）講師、上宮中学校（現在の上宮高等学校）講師を経て、浪花高等女学校（現在の関西福祉大学金光藤蔭高等学校）教諭となったが、1943年（昭和18年）2月21日に心臓病のため逝去した。享年63。この訃報に前後して大阪音楽文化協会が公募を行っていた国民歌「撃ちてし止まむ」の作曲部門入選の報がもたらされており、これが遺作となっている。